# Municipio de Henderson (condado de Hot Spring)
El municipio de Henderson (en inglés: Henderson Township) es un municipio ubicado en el condado de Hot Spring en el estado estadounidense de Arkansas. En el año 2010 tenía una población de 932 habitantes y una densidad poblacional de 11,37 personas por km².

## Geografía
El municipio de Henderson se encuentra ubicado en las coordenadas 34°22′18″N 93°19′58″O / 34.37167, -93.33278. Según la Oficina del Censo de los Estados Unidos, el municipio tiene una superficie total de 81.97 km², de la cual 81,97 km² corresponden a tierra firme y (0 %) 0 km² es agua.

## Demografía
Según el censo de 2010, había 932 personas residiendo en el municipio de Henderson. La densidad de población era de 11,37 hab./km². De los 932 habitantes, el municipio de Henderson estaba compuesto por el 92,27 % blancos, el 0,32 % eran afroamericanos, el 0,54 % eran amerindios, el 1,82 % eran asiáticos, el 2,36 % eran de otras razas y el 2,68 % eran de una mezcla de razas. Del total de la población el 4,83 % eran hispanos o latinos de cualquier raza.